# Temporada 1988 del Campeonato Mundial de Superbikes
La Temporada 1988 del Campeonato Mundial de Superbikes fue la primera temporada del Campeonato Mundial de Superbikes, que empezó el 3 de abril en el Donington Park y terminó el 3 de octubre en Manfeild Autocourse compuesto con 9 carreras.
El estadounidense Fred Merkel consiguió el primer título de la historia de esta competición y Honda se adjudicó la clasificación de escuderías.

## Calendario y resultados
| Ronda | Ronda | Gran Premio       | Circuito       | Fecha            | Superpole         | Vuelta Rápida       | Piloto Ganador    | Equipo                      |
| ----- | ----- | ----------------- | -------------- | ---------------- | ----------------- | ------------------- | ----------------- | --------------------------- |
| 1     | R1    | Gran Bretaña      | Donington Park | 3 de abril       | Roger Burnett     | Marco Lucchinelli   | Davide Tardozzi   | Bimota SpA                  |
| 1     | R2    | Gran Bretaña      | Donington Park | 3 de abril       | Roger Burnett     | Bubba Shobert       | Marco Lucchinelli | Ducati Team Lucky           |
| 2     | R1    | Hungría           | Hungaroring    | 30 de abril      | Davide Tardozzi   | Fred Merkel         | Fred Merkel       | RCM                         |
| 2     | R2    | Hungría           | Hungaroring    | 30 de abril      | Davide Tardozzi   | Marco Lucchinelli   | Adrien Morillas   | Team Kawasaki France        |
| 3     | R1    | Alemania Oriental | Hockenheimring | 8 de mayo        | Alex Vieira       | Christophe Bouheben | Davide Tardozzi   | Bimota SpA                  |
| 3     | R2    | Alemania Oriental | Hockenheimring | 8 de mayo        | Alex Vieira       | Virginio Ferrari    | Davide Tardozzi   | Bimota SpA                  |
| 4     | R1    | Austria           | Zeltweg        | 3 de julio       | Malcolm Campbell  | Davide Tardozzi     | Marco Lucchinelli | Ducati Team Lucky           |
| 4     | R2    | Austria           | Zeltweg        | 3 de julio       | Malcolm Campbell  | Christophe Bouheben | Davide Tardozzi   | Bimota SpA                  |
| 5     | R1    | Japón             | Sugo           | 28 de agosto     | Marco Lucchinelli | Gary Goodfellow     | Gary Goodfellow   | Don Knit Sugano Racing Team |
| 5     | R2    | Japón             | Sugo           | 28 de agosto     | Marco Lucchinelli | Kenichiro Iwahashi  | Mick Doohan       | Marlboro Yamaha Dealer Team |
| 6     | R1    | Francia           | Le Mans        | 4 de septiembre  | Marco Lucchinelli | Fabrizio Pirovano   | Fabrizio Pirovano | Moto Club Carate Brianza    |
| 6     | R2    | Francia           | Le Mans        | 4 de septiembre  | Marco Lucchinelli | Carrera cancelada   | Carrera cancelada | Carrera cancelada           |
| 7     | R1    | Portugal          | Estoril        | 11 de septiembre | Stéphane Mertens  | Davide Tardozzi     | Davide Tardozzi   | Bimota SpA                  |
| 7     | R2    | Portugal          | Estoril        | 11 de septiembre | Stéphane Mertens  | Raymond Roche       | Stéphane Mertens  | Bimota SpA                  |
| 8     | R1    | Australia         | Oran Park      | 25 de septiembre | Mick Doohan       | Fred Merkel         | Mick Doohan       | Marlboro Yamaha Dealer Team |
| 8     | R2    | Australia         | Oran Park      | 25 de septiembre | Mick Doohan       | Mick Doohan         | Mick Doohan       | Marlboro Yamaha Dealer Team |
| 9     | R1    | Nueva Zelanda     | Manfeild       | 2 de octubre     | Davide Tardozzi   | Fred Merkel         | Fred Merkel       | RCM                         |
| 9     | R2    | Nueva Zelanda     | Manfeild       | 2 de octubre     | Davide Tardozzi   | Stéphane Mertens    | Stéphane Mertens  | Bimota SpA                  |